# Gamle Venner
Gamle venner er et album med den danske popgruppe Tony's, der  blev udsendt i anledning af gruppens 50 årsjubilæum i 2010. Albummet er produceret af Svend Christiansen i STC Music Recording Studio. Piano, Guitar, Bas og Trommer til alle 18 sange kom i kassen på 2 dage, 2 dage til Dub, 1 dag til Horn, 1 dag til Strygere, 3 dage til Sang og Kor og endelig 3 dages Mix.
Der blev hovedsageligt brugt gamle Neumann rør mikrofoner type U47, U48, M49, KM56 samt Telefunken Elam 251 og ikke mindst studiets gamle RCA Båndmikrofoner. 

## Numre
1. "Gamle venner"
2. "Det liv du lever nu"
3. "Kolonihaverock"
4. "Kys og kærlig hilsen"
5. "Kristina fra Vilhelmina"
6. "Byens smukkeste pige"
7. "Sommer i Danmark"
8. "Si' ikke nej"
9. "Anita"
10. "Vagabondvisen"
11. "Det kommer til at ta' lidt tid"
12. "Højt i det blå"
13. "Min guitar"
14. "Jeg ringer på fredag"
15. "Kære lille Anna"
16. "En spillemand på livets vej"
17. "Vi ta'r den fra toppen"
18. "Bridge over Troubled Water"